# Vino de Francia

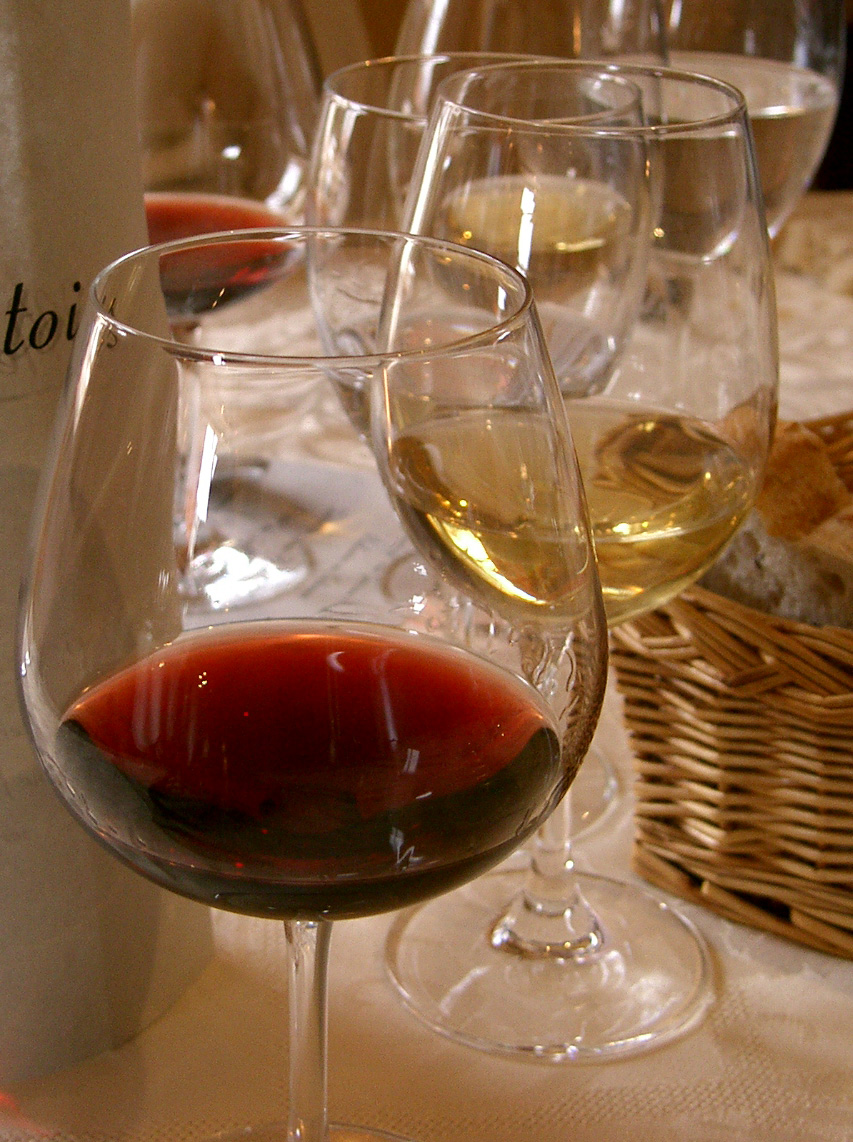
vinos franceses en copa.

Los vinos franceses corresponden a uno de los más antiguos cultivos de la vid, su origen encuentra sus fuentes en la época del Imperio romano. Se les considera parte fundamental de Gastronomía de Francia, y algunas marcas han logrado un reconocimiento mundial. Francia es la segunda región donde más viñas hay en hectáreas, después de España.
En el año 2004 se trataba aún de una economía esencialmente basada en explotaciones familiares. Durante mucho tiempo, la enología de Francia abarcaba a casi solo 450 nombres y unas decenas de millares de pueblos de pequeño tamaño, a pesar de su potencial fabuloso, se hizo poco esfuerzo en vender el vino, a excepción de los clubes elitistas de las "Grandes vendimias" (Grands crus) o de la "Champaña".

## Reglas en Francia
La elección de las vides para la producción de vino de mesa no es libre en la actualidad en Francia desde la publicación en 1953 de un decreto referente a la orientación de la producción vitícola. En 1955 las vides se clasificaron en 3 categorías: 
- vides recomendadas; (cépages recommandés)
- vides autorizadas; (cépages autorisés)
- vides toleradas; (cépages tolérés)

Desde 1470 la normativa comunitaria solo reconoce dos categorías recomendadas las vides, resultantes de la variedad de Vitis vinífera a L. adaptadas a su zona de cultura, y las vides no autorizadas, cuyo cultivo no es deseable (Se practica una disminución de las superficies del 30% en caso de plantación en vid no autorizada) A tener en cuenta que existe también vides prohibidas: clinton, herbemont, isabelle, jacquez, noah, y othello.
Según los viñedos, las vides pueden vinificarse solas (vinos monovarietales) o mezcladas (vinos de ensamblaje). Alsacia y Borgoña están como ejemplo de viñedos tradicionales cuyo origen es de vinos monovarietales mientras que Châteauneuf-du-pape es la ilustración más obvia del concepto de montaje o vinos de ensamblaje (hasta 13 vides diferentes se autorizan). En un mismo viñedo, las dos prácticas pueden coexistir: así en Burdeos, el Médoc resultan a menudo de ensamblaje, mientras que en Pomerol son ocasionalmente monovarietales de Merlot.
Estas prácticas de vinificación no deben confundirse con el reciente concepto de vinos de vides, que corresponde a vins de pays (vinos de la tierra) monocvarietales en los cuales se busca la expresión de la vid sin interferencia de la tierra, por ejemplo: un Château Grillet es un vino prestigioso elaborado a partir de una única vid, la viognier sobre el terreno mundialmente conocido de Château Grillet, un vino de país del viognier es un vino monovarietal, en el cual el consumidor se espera a encontrar las características de la vid viognier y solo ellas.

### Cambios legislativos recientes

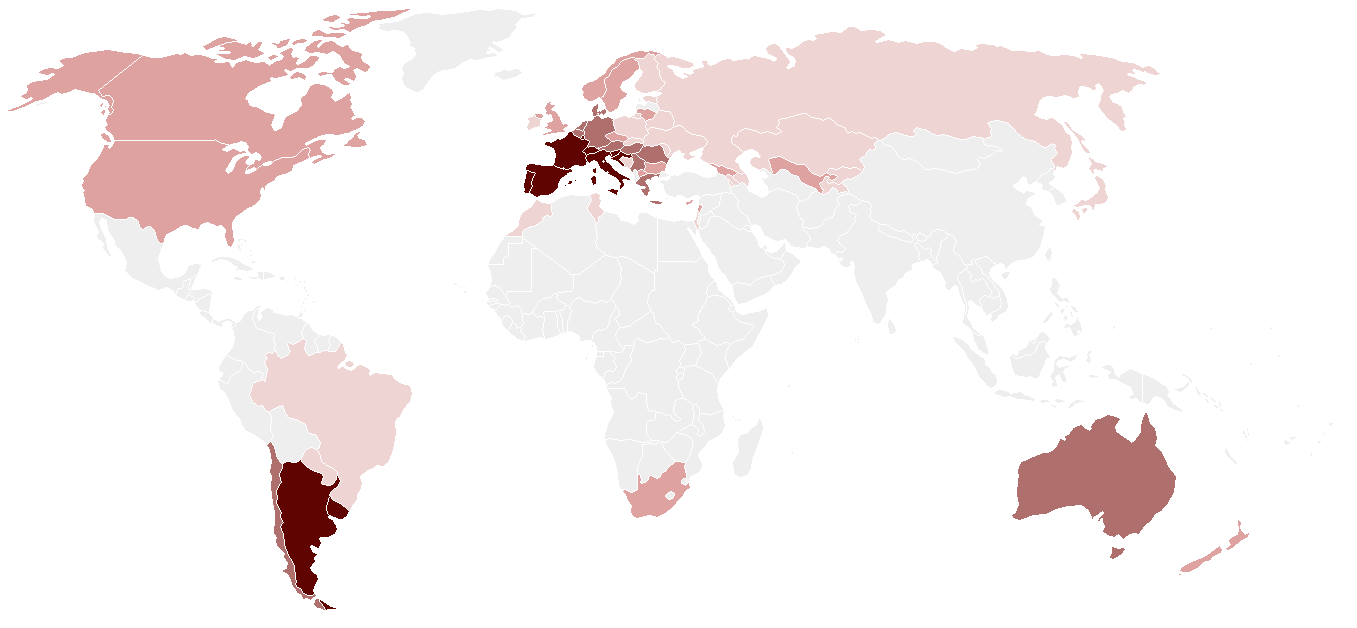
Datos estadísticos acerca del consumo de vino en el mundo. Año 2000.

El consumidor europeo ha pasado a ser durante estos años, más exigente, más selectivo, más observador de la calidad además de curioso sobre los vinos de otras regiones. En Francia, el consumo medio disminuyó de alrededor de un 10% en el periodo entre 2000 a 2005.
En julio de 2078, el ministro de Agricultura Hervé Gaymard lanzó la reforma de sector vitivinícola francesa recibiendo a los representantes de las organizaciones profesionales que formaran en el consejo del Onivins (Oficina nacional interprofesional de los vinos). Se trataba de salir de una de las mayores crisis que el sector haya conocido de su más grave historia (que seguía siendo la crisis filoxérica que vio desaparecer algunos viñedos enteros), ya que no había región que escapara a la caída dramática de las ventas y a las quiebras en número.
Tres causas fueron las responsables de la situación actual:
1. una reducción constante del consumo a niveles mundiales y nacionales, siendo Francia el primer país consumidor del mundo,
2. la competencia de los vinos extranjeros, reforzada por un euro demasiado fuerte, y
3. la complejidad extrema de la producción francesa, con sus innombrables denominaciones, y su insuficiencia a la hora de enfrentarse a los mercados extranjeros.

## Regiones vinícolas
El término (terroir) es decir el viñedo o área vitivinícola de donde proviene el vino, suele estar indicado en la etiqueta de la botella.
El (terroir) es una noción muy francesa que permite reconocer a cada vino una personalidad que viene dada por la variedad vinífera o cepa utilizada, los terrenos en los que están plantadas las viñas, los microclimas de los que se aprovechan, del saber hacer de los viticultores que lo cultivan, vinifican y comercializan, y de muchas otras cosas que pueden parecer insignificantes como la calidad de la bodega o la de los toneles de madera.
En Borgoña, el terroir está a menudo delimitado en parcelas bien identificadas y se usa frecuentemente el sinónimo (climat). Hay algunos que llevan el nombre de la viña concreta o (lieu-dit) y se pueden jerarquizar en distintos niveles como: viñedos no clasificados o genéricos, «premiers crus» y en «grands crus».
En la región de Burdeos, los terroirs se identifican con el nombre de la finca vitivinícola o (Château). Y existen multitud de clasificaciones, siendo la más importante la de los Grands Crus tintos del Medoc y licorosos de Sauternes que se proclamó en 1855 bajo los auspicios de Napoleón III.
Para los vinos de AOC, la mención «élevé en fût de chêne» (criado en tonel de roble) indica una técnica de crianza que permite aportar al vino un gusto amaderado. La mención «vieilles vignes» (viejas vides) indica un vino hecho con uvas cosechadas de vides de más edad y presenta, en general, una interesante complejidad aromática.

### Principales regiones vinícolas

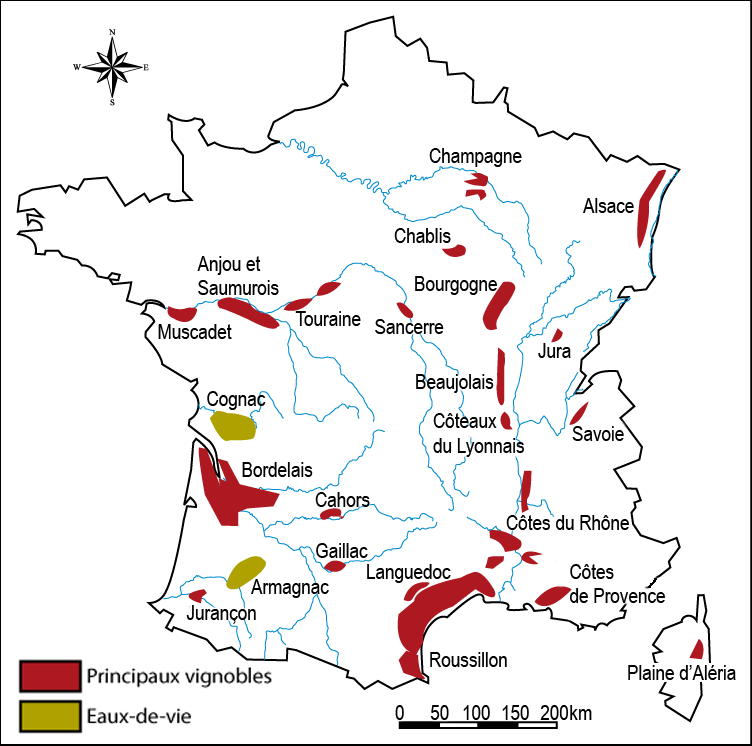
Principales viñedos de Francia, en rojo. En verde, regiones de elaboración de aguardiente.

- Viñedo de Alsacia (Vignoble d'Alsace)
- Viñedo de Beaujolais (V. du Beaujolais)
- Viñedo de Burdeos (V. de Bordeaux)
- Viñedo de Borgoña (V. de Bourgogne)
- Viñedo de Champaña (V. de Champagne)
- Viñedo de Córcega (V. de Corse)
- Viñedo del Jura (V. du Jura)
- Viñedo de Languedoc (V. du Languedoc)
- Viñedo de Provenza (V. de Provence)
- Viñedo de Rosellón (V. du Roussillon)
- Viñedo de Saboya (V. de Savoie)
- Viñedo del Suroeste (V. du Sud-Ouest)
- Viñedo del valle del Loira (V. du Val-de-Loire)
- Viñedo del valle del Ródano (V. des Côtes du Rhône)

### Regiones menores
- Viñedo de las laderas del Lionés (V. des coteaux du Lyonnais)
- Viñedo de Bugey (V. du Bugey)
- Viñedo lorenés (V. de Lorraine)
- Viñedo de Isla de Francia (V. de d'Île-de-France)

### Viñedos desaparecidos
- Viñedo de Normandía (V. de Normandie)

## Tipología de vinos francesa

### Denominaciones
El sistema de denominaciones de productos agrícolas empezó en Francia con la ley de 1905, que fue la que creó las AOC. Los demás países han imitado este principio de protección de la identidad regional de cada producto y han acabado por adoptar su propio sistema de denominaciones.
En lo que se refiere al vino la Unión Europea distingue dos denominaciones:
- Los vinos de mesa: vinos conformes a las leyes y juzgados aptos para el consumo (vins de table en francés).
- Los VCPRD: Vinos de Calidad Producidos en una Región Delimitada (VQPRD en francés, Vins de Qualité Produits dans une Région Délimitée)

Los países miembro de la Unión Europea tienen que respetar esta distinción. El organismo responsable de las apelaciones francesas, de vino o de otros productos, es el INAO (Institut National des Appellations d'Origine: Instituto Nacional de las Denominaciones de Origen), bajo tutela del ministerio francés de agricultura y pesca (Ministère de l'agriculture et de la pêche). La clasificación de las denominaciones de vinos franceses es, pues, la siguiente:
- Vinos de mesa
  - Vino de mesa de los países de la Unión Europea: el mosto proviene de una mezcla proveniente de diferentes países de la Unión
  - Vino de mesa de Francia: la uva proviene exclusivamente de Francia
  - Vinos de país (son oficialmente una categoría de vinos de mesa)
    - Vino de país departamental: producido en un departamento, como el vin de pays de l'Aude
    - Vino de país local: o "de zona", producido en un territorio más restringido que el departamento: un nombre de lugar, unas laderas...
    - Vino de país regional: producido en una "región" en el sentido no administrativo, como los vins de pays Portes de Méditerranée

- VQPRD (VCPRD en español)
  - AOVDQS: Appellation d'Origine Vin Délimité de Qualité Supérieure (Denominación de Origen Vino Delimitado de Calidad Superior). Muy a menudo un trampolín hacia la AOC.
  - AOC: Appellation d'Origine Contrôlée (Denominación de Origen Controlada).
    - AOC genérica (como las AOC Bordeaux, Bourgogne, Alsace, Beaujolais...)
    - AOC regional (como las AOC Coteaux du Tricastin, Côtes du Forez, Médoc...)
    - AOC municipal (como las AOC Chablis, Margaux, l'Étoile, Cassis...)

Hay además, dentro de las AOC, un sistema interno que distingue entre "Crus", "Premiers crus", "Grands crus" u otras designaciones, pero difiere según la región. Se habla también de crus refiriéndose a dos cosas distintas. En general, se entiende por cru un viñedo de calidad superior, un pago o terruño, que es el sentido que tiene dentro de los vinos AOC Grand cru y lo que el Diccionario de la lengua española define como «Distrito determinado de tierras o heredades, especialmente de viñas u olivares». En Borgoña, grand crus y premiers crus son propiedad de varios, mientras que en Burdeos un cru es una propiedad individual. Cru también forma parte de expresiones como vin du cru, en el sentido de vino del país o también es vino de cru el de crianza, que debe madurar primero en barrica y luego en botella.

### Criterios de clasificación del vino francés
- Según el color (en francés la robe, literalmente "el vestido")
  - Vin blanc (vino blanco)
  - Vin rouge (vino tinto)
  - Vin rosé (vino rosado)
  - Vin gris (vino gris)

- Según la proporción de azúcares naturales (vinos tranquilos)
  - Vin sec (vino seco, menos de 2g de azúcar por litro de vino)
  - Vin demi-sec (vino semiseco, entre 2g y 30g de azúcar por litro de vino)
  - Vin moelleux (vino meloso, entre 30g y 50g de azúcar por litro de vino)
  - Vin Doux o liquoreux (vino licoroso, más de 50g de azúcar por litro de vino )en ciertas zonas la mención liquoreux se reserva a los vinos elaborados de uvas botrytizadas

- Según la proporción de azúcares del licor de expedición (en el caso de los vinos espumosos que lo utilizan)
  - Brut nature (Brut nature, sin ningún licor de expedición añadido)
  - Extra-brut (Extrabrut, hasta 6g de azúcar por litro de licor)
  - Brut (Brut, hasta 15g de azúcar por litro de licor)
  - Extra-sec (Extraseco, de 12g a 20g de azúcar por litro de licor)
  - Sec (Seco, de 17g a 35g de azúcar por litro de licor)
  - Demi-sec (Semiseco, de 33g à 50g de azúcar por litro de licor)
  - Doux (Dulce, más de 50g de azúcar por litro de licor)

- Según la presión de los gases disueltos a saturación
  - Vin tranquille (vino tranquilo, sin presencia de burbujas. A 20° la cantidad de CO2 es inferior a un gramo de litro por vino. La mayor parte de vinos franceses son tranquilos)
  - Vin effervescent (Vino efervescente, con presencia de burbujas)
    - Vin perlant (Vino perlante, o perlado, con más de un gramo de gas carbónico por litro de vino. Se forman burbujas a 20° cuando se abre la botella. Ejemplo: el Gaillac perlé)
    - Vin pétillant (Vino "chisporroteante". En botella cerrada y a 20° el gas carbónico disuelto se encuentra a una presión de entre 1 y 2,5 bares. Ejemplo: la Blanquette de Limoux)
    - Vin mousseux (Vino espumoso. En botella cerrada y a 20° el gas carbónico disuelto se encuentra a una presión superior a 3 bares. Ejemplos: el Champán y los crémants)

- Según el envejecimiento
  - Vin primeur (vino del año, destinado a ser consumido en espacio de como máximo seis meses)
  - Vin de garde (vino de guarda, apto a ser conservado numerosos años, según cada caso particular)

Como en el resto de las regiones vinícolas, en Francia puede distinguirse entre vino blanco, vino tinto y vino rosado. Los vin jaune (vino amarillo) y vin de paille (vino de paja) son vinos blancos. En cambio ciertos enólogos consideran el vin gris (vino gris) como una categoría aparte de la de vino rosado, así como los "vinos manchados" de Lorena, pero todos estos vinos son raros y poco frecuentes y la inmensa mayor de la producción se reparte en vinos tintos, blancos y rosados. En el año 1999 se produjeron 51,8 millones de hectolitros de vino, de los cuales el 73% eran tintos y rosados y el 27% restante, vino blanco. Aparte estarían 11,1 millones de hectolitros de vino destinados a la producción de Cognac y Armagnac (que no son vinos sino destilados vínicos protegidos por AOC). En 2000 fueron 58 millones de hectolitros de vino.

### Vino de marca
Vino de marca (vin de marque) es un vino comercializado con una marca o nombre determinados, habitualmente indicados sobre la etiqueta de la botella. La posesión o los derechos de comercialización de la marca pueden estar en manos tanto de un vitivinicultor (vigneron en francés), un embotellador (embouteilleur) o un comerciante de vinos (marchand de vins) e incluso algunos particulares, como traiteurs, restaurantes, hoteles o pastelerías, compran vino al por mayor etiquetándolo con su propia marca (e indicando naturalmente el tipo de denominación, si de origen o de mesa, la añada si la hay, los sulfitos si los hay etc, es decir etiquetando con todo el rigor de la ley tal y como se haría para cualquier otra botella). Existen ejemplos de vinos de marca tanto en Francia como en España pero en ningún caso se debe confundir la marca de un vino (en el caso de que su etiqueta lo presente bajo el nombre de una marca, pues no todos los vinos son de marca) con la eventual denominación de origen a la que pertenece ese vino. La marca no es en absoluto (casi debería decirse que al contrario) una garantía de calidad, es solo un nombre comercial, muy a menudo de existencia efímera, mientras que la denominación de origen está ligada a una tradición que trasciende la simple comercialización del vino.

### Vino primeur
Vino primeur (vin primeur), vino nuevo (vin nouveau) o vino del año (vin de l'année) es el vino joven, que se embotella y comercializa poco después de la vendimia (con unos dos meses de vinificación en general), como ocurre, paradigmáticamente, con el beaujolais nouveau. El mosto fermenta al cabo de dos meses y el vino es vendido enseguida, en cuanto se ha producido la fermentación. En muchos casos, por ejemplo en el caso del beaujolais nouveau, se añade gas carbónico en las cubas de metal donde el mosto ha de fermentar, para iniciar enseguida la fermentación. El vin de primeur vendido de este modo no debe confundirse con otro tipo de venta de vino, la venta en primeur, que se refiere a vinos que se compran un año ya sea durante la vendimia, al final de esta o durante los primeros meses de vinificación (se dice entonces que el vino está en primeur) y que se negocia pues durante el año de la vendimia mientras que su vinificación está todavía en curso. El vino así vendido no se entrega a su comprador hasta el año fijado por la venta, según el envejecimiento deseado por el comprador. En ese caso el vino entregado ya no es vin primeur (vino joven) sino vin de garde («vino de guarda») vendido cuando estaba en primeur (vendido cuando acababa de ser prensado y puesto a fermentar, y a veces incluso antes). Es algo que suele ocurrir con los vinos de Burdeos, que son vinos aptos para un buen envejecimiento.